# Diogenichthys
Diogenichthys es un género de peces linterna de la familia Myctophidae, del orden Myctophiformes. Este género marino fue descrito por primera vez en 1939 por Rolf Ling Bolin.

## Especies reconocidas
Estas son las especies reconocidas:
- Diogenichthys atlanticus (Tåning, 1928)
- Diogenichthys laternatus (Garman, 1899)
- Diogenichthys panurgus (Bolin, 1946)